# Кенсал-Райс (станція)
51°32′03″ пн. ш. 0°13′15″ зх. д. / 51.5342° пн. ш. 0.2208° зх. д.
Кенсал-Райс (англ. Kensal Rise) — станція Північно-Лондонської лінії, London Overground, National Rail. Розташована у 2-й тарифній зоні, боро Брент, Великий Лондон, між станціями Віллесден-джанкшен та Брондзбері-парк. Пасажирообіг на 2019 — 2.807 млн. осіб
Конструкція станції — наземна відкрита з однією острівною платформою на дузі.
- 1873: відкриття станції під назвою Кенсал-Грін,
- 1890: перейменована на Кенсал-Райс.[3]

## Пересадки
- На автобуси London Buses маршрутів: 6, 28, 52, 187, 302 та 452

## Послуги
| Попередня станція  | Лінія | Лінія                                       | Лінія | Наступна станція |
| ------------------ | ----- | ------------------------------------------- | ----- | ---------------- |
| Віллесден-джанкшен |       | London Overground Північно-Лондонська лінія |       | Брондзбері-парк  |